# 上海健康医学院附属崇明医院
上海健康医学院附属崇明医院，第二冠名上海新华医院崇明分院、上海市崇明区中心医院，是上海健康医学院直属附属医院，是三级乙等医院。医院创建于1915年，时名“崇明第一医院”，2004年医院接受上海仁济医院托管。